# Rolf Zehetbauer
Rolf Zehetbauer (* 13. Februar 1929 in München; † 23. Januar 2022) war ein deutscher Filmarchitekt. Besondere Anerkennung in Form eines Oscars fand seine Arbeit für Cabaret, auch zum U-Boot-Drama Das Boot und anderen Filmen trug er bei.

## Leben
Zehetbauer absolvierte nach dem Ende des Zweiten Weltkriegs ein Bau-Praktikum und stieß 1947 als Ausstattungsassistent zur Münchner Bavaria Film. 1949 wurde er Mitarbeiter des dortigen Chefarchitekten Ernst H. Albrecht. Bereits 1951 begann er mit den Arbeiten als eigenverantwortlicher Szenenbildner und stieg bis 1963 zum Chefbühnenbildner des Studios auf. 1965 war er Hauptverantwortlicher für die Kulissen der Fernsehreihe Raumpatrouille. Zusammen mit Werner Achmann und Herbert Strabel bildete er zeitweise ein überaus erfolgreiches Architektenteam, das an deutschen wie internationalen Produktionen (vor allem für die in den Bavaria-Studios gedrehten US-Filmen) arbeitete. Sein berühmtester Film war Cabaret von Bob Fosse, für den er einen Oscar erhielt. Zehetbauer war außerdem verantwortlich für die deutschen Großproduktionen von Wolfgang Petersen und hatte mit seinen Ausstattungen für Das Boot und Die unendliche Geschichte großen Anteil am Welterfolg des deutschen Regisseurs. Für Joseph Vilsmaiers Romanverfilmung Schlafes Bruder errichtete er ein komplettes Bergdorf aus dem frühen 19. Jahrhundert, und für Vilsmaiers nächstes Hauptwerk Comedian Harmonists ließ er – wie schon für Cabaret – das Berlin der späten 1920er und frühen 1930er Jahre entstehen.
Rolf Zehetbauer war 2003 eines der Gründungsmitglieder der Deutschen Filmakademie. Auch außerhalb der Filmbranche machte er sich einen Namen. Die Ausstellungsräume des 1995 eröffneten Deutschen Museums Bonn wurden von ihm gestaltet, ebenso die Mövenpick-Restaurants in Berlin. 2004 wurde er mit der Neugestaltung des Hacker-Festzelts auf dem Oktoberfest beauftragt.
Am 23. Januar 2022 ist Zehetbauer verstorben.

## Filmografie (Auswahl)
- 1949: Ich mach dich glücklich
- 1950: 0 Uhr 15 Zimmer 9
- 1950: Die fidele Tankstelle
- 1952: Alle kann ich nicht heiraten
- 1952: Der eingebildete Kranke
- 1953: Damenwahl
- 1954: Canaris
- 1955: Du mein stilles Tal
- 1955: Alibi
- 1956: Vor Sonnenuntergang
- 1956: Liebe
- 1956: Kitty und die große Welt
- 1956: Das Bad auf der Tenne
- 1957: Königin Luise
- 1957: Auf Wiedersehen, Franziska!
- 1958: Scampolo
- 1958: Nachts, wenn der Teufel kam
- 1958: Der Maulkorb
- 1958: Ist Mama nicht fabelhaft?
- 1959: Menschen im Hotel
- 1960: Das kunstseidene Mädchen
- 1960: An heiligen Wassern
- 1961: Vertauschtes Leben
- 1961: Freddy und der Millionär
- 1962: Max, der Taschendieb
- 1962: Der Vogelhändler
- 1962: Er kann’s nicht lassen
- 1962: Bekenntnisse eines möblierten Herrn
- 1963: Meine Tochter und ich
- 1963: Ein Mann im schönsten Alter
- 1964: Das hab ich von Papa gelernt
- 1965: Lage hoffnungslos – aber nicht ernst (Situation Hopeless… But Not Serious)
- 1966: Um null Uhr schnappt die Falle zu
- 1966: Raumpatrouille – Die phantastischen Abenteuer des Raumschiffes Orion (Fernsehreihe)
- 1967: Der Diamantenprinz (Jack of Diamonds)
- 1967: Die Schlangengrube und das Pendel
- 1968: Tragödie auf der Jagd
- 1970: The Last Escape
- 1970: Wie ein Träne im Ozean (Fernsehdreiteiler)
- 1972: Cabaret
- 1972: König, Dame, Bube
- 1972: Der Schrei der schwarzen Wölfe
- 1973: Oh Jonathan – oh Jonathan!
- 1974: Die Akte Odessa
- 1977: Des Teufels Advokat
- 1977: Das Ultimatum
- 1977: Das Schlangenei
- 1978: Despair – Eine Reise ins Licht
- 1978: Die Schlemmer-Orgie
- 1980: Aus dem Leben der Marionetten
- 1980: Der Ringer (The American Success Company)
- 1981: Lili Marleen
- 1981: Das Boot
- 1982: Mit dem Wind nach Westen (Night Crossing)
- 1982: Das As der Asse
- 1982: Die Sehnsucht der Veronika Voss
- 1982: Doktor Faustus
- 1982: Querelle
- 1983: Die wilden Fünfziger
- 1984: Die unendliche Geschichte
- 1985: Enemy Mine – Geliebter Feind
- 1988: Ödipussi
- 1991: Erfolg
- 1994: Die unendliche Geschichte 3 – Rettung aus Phantásien
- 1995: Schlafes Bruder
- 1997: Comedian Harmonists
- 1999: Manila
- 2000: Otto – Der Katastrofenfilm
- 2003: Luther
- 2003: Raumpatrouille Orion – Rücksturz ins Kino

## Ehrungen und Auszeichnungen
- 1958: Filmband in Gold zusammen mit Gottfried Will für Nachts, wenn der Teufel kam
- 1973: Oscar zusammen mit Hans Jürgen Kiebach und Herbert Strabel für Cabaret
- 1973: Britischer Filmpreis für Cabaret
- 1978: Filmband in Gold für Despair – Eine Reise ins Licht
- 1984: Verdienstorden der Bundesrepublik Deutschland (Bundesverdienstkreuz 1. Klasse)
- 1985: Filmband in Gold für Die unendliche Geschichte
- 1998: Filmband in Gold für Comedian Harmonists
- 2004: Bayerischer Filmpreis für das Produktions-Design für Luther
- 2004: Medaille „München leuchtet – Den Freunden Münchens“ in Gold
- 2007: Goldene Kamera für „Das Boot“